# Červenka
Červenka (in tedesco Schwarzbach) è un comune della Repubblica Ceca facente parte del distretto di Olomouc, nella regione di Olomouc.